# دين دراموند
دين دراموند (بالإنجليزية: Dean Drummond)‏ هو موزع وملحن أمريكي، ولد في 22 يناير 1949 في لوس أنجلوس في الولايات المتحدة، وتوفي في 13 أبريل 2013 في برينستون في الولايات المتحدة بسبب ورم نخاعي متعدد.

## وصلات خارجية
- دين دراموند على موقع ميوزك برينز (الإنجليزية)
- دين دراموند على موقع أول ميوزيك (الإنجليزية)
- دين دراموند على موقع ديسكوغز (الإنجليزية)